# Farbdesign
Farbdesign (dt./engl. Farbe und Design: Gestaltung, Formung, Verwirklichung) ist einerseits eine Disziplin des Designs und bezeichnet andererseits die Art der Farbgestaltung von Produkten und Kommunikationsmitteln (beispielsweise Werbung). Das Farbdesign ist in der heutigen Medien- und Informationswelt ein wichtiger Bereich des Designs.

## Produkt- und Unternehmensdesign
Das Farbdesign als Bestandteil des Designs ist wesentlich für das Aussehen des Produkts und ein wesentlicher Bestandteil der Alleinstellung des Produktes. Als Teil des Unternehmens-Erscheinungsbildes (Corporate Design) trägt das Farbdesign unter Umständen zur Wiedererkennung und Alleinstellung des Unternehmens bei. Ein Beispiel ist die Farbe Magenta als rechtlich geschützter Bestandteil des Unternehmensauftritts der Deutschen Telekom.

## Farbdesigner als Beruf (Deutschland)
Der Beruf „Designer/in - Farbe, Gestaltung, Werbung“ wird durch schulische Fortbildung an Fachschulen erlernt. Die Ausbildung umfasst in Vollzeit zwei Jahre. Alternativ kann der Lehrgang auch in Teilzeit (4 Jahre) absolviert werden. Farbdesign kann auch als Studiengang wahrgenommen werden. Die Regelstudienzeit beträgt 8 Semester. Absolventen werden in den Bereichen Medien-, Industrie-, Objekt-, Raum- und Grafikdesign eingesetzt. Der Arbeitsplatz sind Büroräume mit Bildschirmarbeitsplätzen, Ateliers oder die Vor-Ort-Beratung des Kunden. Weitere Bereiche sind die Oberflächengestaltung von Produkten wie beispielsweise Tapeten oder Fliesen.